# Arche (księżyc)
Arche (Jowisz XLIII) – mały zewnętrzny księżyc Jowisza, odkryty przez grupę astronomów z Uniwersytetu Hawajskiego prowadzoną przez Scotta Shepparda w dniu 31 października 2002 roku.

## Nazwa
30 marca 2005 roku Międzynarodowa Unia Astronomiczna nadała mu oficjalną nazwę, pochodzącą z mitologii greckiej. Arche była przez starożytnych Greków zaliczana do muz.

## Charakterystyka fizyczna
Arche jest jednym z mniejszych księżyców Jowisza, jego średnicę ocenia się na około 3 km. Jest to ciało zbudowane głównie z krzemianów, o niskim albedo – Arche odbija jedynie ok. 4% promieni słonecznych.
Z Ziemi można ją zaobserwować jako obiekt o jasności wizualnej co najwyżej 22,8 magnitudo.
Arche obiega Jowisza ruchem wstecznym, czyli w kierunku przeciwnym do obrotu planety wokół własnej osi. Satelita należy do grupy Karme.